# 대뇌궁상섬유

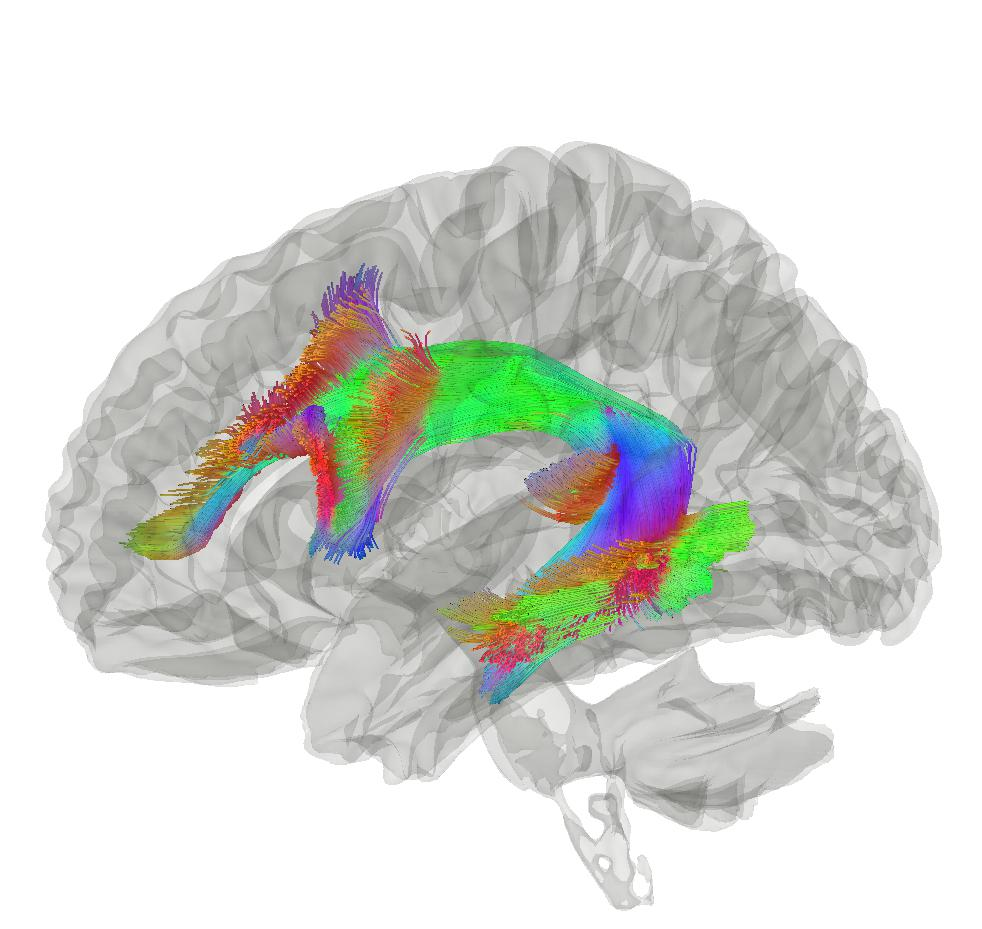
DW-MRI에서처럼 확산 텐서 신경다발 추적방법(diffusion tensor tractography)을 그래픽적으로 이미지화한 궁상섬유속(arcuate fasciculus)들

대뇌궁상섬유(大腦弓狀纖維,arcuate fasciculus,AF) 또는 궁상섬유속(弓狀纖維束,arcuate fasciculus tract)은 대뇌 겉질에서 이웃한 이랑을 연결하는 비교적 짧은 연합 섬유이다.

## 언어 궁상섬유속
기능 국재화(functional specialization)에서 언어처리 기능를 수행하기 위해 전두엽의 브로카 영역과 측두엽의 베르니케 영역을 직접적으로 연결한다고 알려진 대뇌궁상섬유(大腦弓狀纖維)중 하나이다.

## 같이 보기
- 변연계
- 아래마루소엽
- 뇌궁